# Unitats de les Dones Lliures

Bandera anterior de l'YJA-Star

Les Unitats de les Dones Lliures (kurd: Yekîneyên Jinên Azad ên Star), abreujat com YJA-Star, és l'ala militar femenina del Partit dels Treballadors de Kurdistan (PKK). L'YJA-Star defensa l'ideologia jineologia, la filosofia feminista desenvolupada pels líders ideologics Sakiné Canciz i Abdullah Öcalan.